# 김윤덕 (1918년)
김윤덕(金允德, 1918년 12월 21일 ~ 1978년 3월 27일)은 가야금 산조와 거문고 산조의 명인이다. 전라북도 정읍에서 출생하였고, 호는 녹야(鹿野), 본관은 광산이다. 김윤덕류 가야금 산조와 거문고 산조를 만들었다. 1931년 정자선(鄭慈善)에게 양금을, 1932년 김광석(金光錫)에게 풍류가야금을, 김용근(金容根)에게 풍류거문고를 배워 지방 풍류를 두루 익혔다. 1947년 정남희에게 가야금 산조를 배웠고, 1948년 한갑득에게 거문고 산조를 배웠다. 또한 대한국악원국극사 단원으로 활동하면서 가야금과 거문고를 가르치기도 했다. 1953년부터는 국립국악원 국악사로, 1960년부터는 서울대학교와 국악예술학교 강사로 재직하면서 후진 양성과 연주 활동에 전념했다. 1968년에 국가무형문화재 제23호 가야금 산조와 병창의 예능보유자로 인정받았다.